# Emil Müller (Politiker, 1890)
Emil Müller (* 7. März 1890 in Flammersfeld; † 15. April 1967 ebenda) war ein deutscher Landwirt und Politiker (SPD).

## Leben
Müller arbeitete in der elterlichen Landwirtschaft, die er, nachdem er bis 1917 am Ersten Weltkrieg teilgenommen hatte, übernahm.
Müller trat 1927 in die SPD ein. Von 1930 bis 1933 war er Beigeordneter und von März bis April 1945 Amtsbürgermeister des Amtes Flammersfeld. Am 1. Februar 1941 beantragte er die Aufnahme in die NSDAP und wurde zum 1. April desselben Jahres aufgenommen (Mitgliedsnummer 8.405.947).
Gegen Ende des Zweiten Weltkrieges wurde Müller von März bis April 1945 von den Alliierten als Bürgermeister des Amtes Flammersfeld eingesetzt. Er schloss sich erneut den Sozialdemokraten an und war Mitglied der Kreisversammlung und ab 1949 des Kreisausschusses im Landkreis Altenkirchen. Bei der Landtagswahl 1951 wurde er über einen Listenplatz der SPD in den Rheinland-Pfälzischen Landtag gewählt, dem er bis 1955 angehörte.